# Magas (re di Cirene)
Magas (in greco antico: Μάγας?, Mágas; ... – Cirene, 250 a.C.), chiamato nella storiografia moderna anche Magas di Cirene, è stato un sovrano macedone antico, re di Cirene dal 276 a.C. alla sua morte.
A seguito del secondo matrimonio di sua madre con Tolomeo I divenne membro della dinastia tolemaica, diventando prima governatore e poi re di Cirene. Nel corso del suo regno cercò di ottenere l'indipendenza dalla dinastia tolemaica che governava il Regno d'Egitto.

## Biografia
Magas era figlio della nobildonna Berenice I e del suo primo marito Filippo. Egli aveva due sorelle minori Antigone e Teossena. Suo padre Filippo era figlio di Amyntas e di madre sconosciuta. Secondo Plutarco (Pyrrhus 4.4), suo padre era stato sposato in precedenza e aveva avuto altri figli, comprese delle figlie. Era un ufficiale al servizio di Alessandro il Grande ed ebbe il comando di una Falange durante le guerre di Alessandro.
Sua madre Berenice era una nobildonna eordea. Era figlia di un oscuro nobile macedone, Magas e della nobildonna Antigone. La madre di Berenice era la nipote del potente reggente Antipatro e una distante collaterale della dinastia degli Argeadi. Egli era omonimo del nonno materno.
Intorno al 318 a.C. suo padre morì per cause naturali. Dopo la morte del padre, sua madre si recò, assieme ai figli, in Egitto dove entrarono a far parte dell'entourage della seconda cugina materna di sua madre, Euridice, che era allora la moglie di Tolomeo I, il primo faraone greco d'Egitto e fondatore della dinastia tolemaica.
Nel 317 a.C. Tolomeo I si innamorò di Berenice e divorziò da Euridice per sposarla. Berenice divenne così regina d'Egitto e regina madre della dinastia tolemaica. A seguito del matrimonio di sua madre con Tolomeo I, Magas divenne un suo figliastro e principe egiziano che viveva alla corte del patrigno e divenne un membro della dinastia tolemaica. Sua madre diede a Tolomeo I tre figli: due figlie, Arsinoe II, Filotera e il futuro faraone Tolomeo II.

## Governatore e re di Cirenaica
Magas venne nominato da sua madre governatore di Cirenaica. In onore del suo padre biologico, Magas quando divenne sacerdote del dio greco Apollo, gli dedicò una scritta onorifica, nella quale si definì come il sacerdote eponimo e Magas figlio di Filippo. Dopo la morte del patrigno, nel 283 a.C., Magas fece diversi tentativi per ottenere l'indipendenza della Cirenaica, riuscendo infine a incoronarsi re nel 276 a.C. durante il regno del fratellastro Tolomeo II.

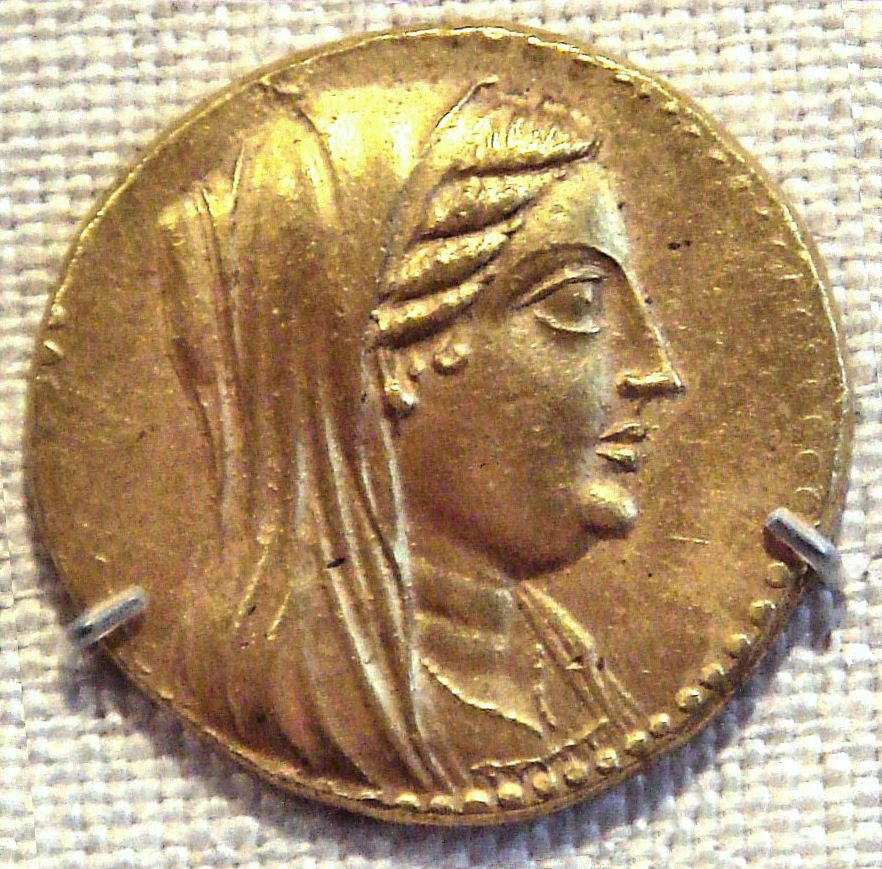
Berenice II, figlia di Magas re di Cirene, effigiata in una moneta.

Magas sposò poi Apama II, sua terza cugina per via materna, figlia del re seleucide Antioco I e di Stratonice di Siria. Antioco I usò la sua alleanza coniugale per stipulare un patto per invadere l'Egitto. Apama II e Magas ebbero una figlia chiamata Berenice II, che fu la loro unica figlia. Magas aprì le ostilità contro Tolomeo II nel 274 a.C., attaccando l'Egitto da ovest, quando Antioco stava attaccando la Palestina. Tuttavia, Magas dovette annullare le sue operazioni a causa di una rivolta interna guidata dal nomade libico Marmaride. A est, Antioco subì la sconfitta contro gli eserciti di Tolomeo II. Magas riuscì comunque a mantenere l'indipendenza della Cirenaica fino alla sua morte, avvenuta nel 250 a.C. Più di un anno dopo la morte di Magas, sua figlia sposò Tolomeo III, il primo figlio di Tolomeo II. Attraverso il matrimonio di Berenice II con il suo cugino paterno, il regno di Magas fu riassorbito dall'Egitto tolemaico.